# آهنگ زمستانی (ترانه کریس ریا)
 " آهنگ زمستانی " نام ترانه ای از کریس ریا، خواننده و آهنگ ساز بریتانیایی است که در سال ۱۹۹۱ و در نسخهٔ اروپایی و ای پی یازدهمین آلبوم استدیویی اش با نام مهمانسرا منتشر شد. "آهنگ زمستانی" را کریس ریا نوشت و به همراه جان کلی تهیه کنندهٔ آن نیز بود EP همزمان با تور بریتانیای کریس ریا که در آن زمان در جریان بود منتشر گردید، در جدول Singles انگلستان به شماره ۲۷ رسید و برای چهار هفته جز ۱۰۰ آهنگ برتر باقی ماند.

## نظرات منتقدین
Music & Media در زمان انتشار آن نوشت: "ریا درک خوبی از فصل‌ها دارد. آخرین تک آهنگش "درجستجوی تابستان" نام داشت، و حالا هم با این آهنگ دلنشین فولک و دایر ستریتس طورش، جایش در نزدیکی شومینه را می‌خواهد. " جیم لاون از لنوکس هرالد اظهار داشت: "این تک آهنگ قطعاً یک کار پرفروش دیگر را برای ریا به ارمغان خواهد آورد. با نزدیک شدن به زمستان و کریسمس بهمون، این آهنگ حسابی به حال و هوا و فصل می خوره." پیتر کینگ هورن از Evening Chronicle نیز این ترانه را «عالی» و یک تصنیف «پرمعنی» توصیف کرد.

## فهرست آهنگ‌ها
صفحه ۷" (انگلستان)
1. «آهنگ زمستانی» - ۴:۳۵
2. «ردپاها در برف» - ۴:۲۳
3. «بگو که بهشتی هست» - ۶:۰۴

صفحه ۷" (آلمان و فرانسه)
1. «آهنگ زمستانی» - ۴:۳۵
2. «ردپاها در برف» - ۴:۲۳
3. «رهایم کن» - ۵:۳۸

CD (بریتانیا و اروپا)
1. «آهنگ زمستانی» - ۴:۳۵
2. «ردپاها در برف» - ۴:۲۳
3. «بگو که بهشتی هست» - ۶:۰۴
4. «وفادار به تو» - ۳:۵۸

CD (آلمان)
1. «آهنگ زمستانی» - ۴:۳۵
2. «ردپاها در برف» - ۴:۲۳
3. «رهایم کن» - ۵:۳۸
4. «وفادار به تو» - ۳:۵۸

## عوامل
آهنگ زمستانی
- کریس ریا - گیتار، اسلاید گیتار، ارگان هاموند
- مکس میدلتون - کیبورد
- رابرت آهوایی - بیس گیتار
- مارتین دیچام - درامز و پرکاشن

تولید
- جان کلی - تهیه‌کننده (همه آهنگ‌ها)
- کریس ری - تهیه‌کننده ("بگو که بهشتی هست")
- جاستین شیرلی-اسمیت - مهندس صدا ("آهنگ زمستانی")
- راسل شاو - مهندس صدا ("آهنگ زمستانی")

دیگران
- استفان ساندون - عکاسی تصاویر تکی
- Simon Fowler - عکاسی تصویر پس زمینه
- استایلورژ - طراحی جلد

## جداول
| جدول (۱۹۹۱)        | بالاترین رتبه |
| ------------------ | ------------- |
| تک آهنگ‌های ایرلندی | ۳۰            |
| Singles UK         | ۲۷            |